# Monestir de San Pedro (Jaca)
El Monestir de San Pedro és un antic monestir, actualment desaparegut, del qual es té constància per la intervenció arqueològica que es va realitzar en els primers anys del segle XXI en el subsòl de la plaça de San Pedro de la ciutat de Jaca, així com per documents antics en els quals es parla de la seva existència, com per exemple la Crònica de Sant Joan de la Penya. Les excavacions, dirigides per Julia Justes Floría, van permetre descobrir les restes del que va haver de ser l'antiga església de San Pedro el Viejo, un temple que presentava planta rectangular petita amb una capçalera i un altar perfectament definits. Després del descobriment, els arqueòlegs van considerar que les restes podien datar-se en la segona meitat del segle x, al voltant de l'any 922 o 930.
Juntament amb les ruïnes de l'església també es van trobar dues zones de necròpolis situades respectivament al sud i al nord de l'església, que van haver d'estar en ús des de mitjan segle X al segle xix, per la varietat de tipologia dels enterraments. Els experts consideren que els enterraments més antics podrien datar-se entre els segles xi i el xiv.
Després de mesos de debats es va decidir que les restes es tornessin a cobrir, tapant-se amb una malla i posteriorment amb sorra que acabava amb una capa de grava. Per deixar constància de les restes del subsòl es va considerar adequat la col·locació d'una maqueta explicativa d'aquests.

## Descripció històrica-artística
El monestir de San Pedro es fundà, en opinió de Domingo J. Buesa, al voltant de l'any 920 pel Comte Galí II Asnar, amb monjos duts de San Pedro de Siresa, i la seua església fou demolida en 1841 a causa del seu estat ruïnós.
Es considera evident la relació entre aquest antic monestir i el Camí de Sant Jaume, per haver-se trobat diverses petxines de pelegrí.
L'edifici de l'església de San Pedro el Viejo, formava part d'un conjunt monàstic, un dels tres nuclis de la ciutat medieval de Jaca. Les restes podrien associar-se a una hostatgeria, amb cementiri annex, ja que existeix documentació que tal edifici existia en 1215 i les restes coincideixen cronològicament.
Segons la documentació que es disposa l'església de San Pedro el Viejo tenia unes dimensions de 22 metres de longitud per 7 metres d'ample. I disposava d'una cambra subterrània per a l'enterrament dels monjos que formaven part de la comunitat del complex monàstic a la qual l'església pertanyia. La majoria d'aquests monestirs s'aixecaven en zones no poblades, per això són molt pocs els que es van situar en ciutats. Es pot afirmar que només hi ha dos casos a la província d'Osca, San Pedro de Jaca i San Pedro el Viejo, d'Osca. Jaca va ser un dels nuclis repoblats pel comte Galí II Asnar, per la qual cosa es va expandir el nucli existent i es va convertir en un llogaret fortificat. L'ordenació d'aquesta zona del territori aragonès es va encarregar a una fundació monàstica, normalment de l'orde de Sant Benet, sota la dependència del monestir de Siresa, per la qual cosa van veure normal posar com advocació de l'església a San Pedro. Més tard, en construir-se a Jaca una catedral amb la mateixa advocació, l'església monàstica va passar a cridar-se San Pedro “el Viejo”.
El fet d'esdevenir del temps va fer necessari que es realitzessin a l'edifici diferents intervencions, així en 1631 es va realitzar una, mentre que en 1732 l'edifici estava en part derruït, per ser finalment demolit, en 1841, com a forma d'eixamplar el carrer en el qual se situava. La planta de l'església és preromànica, d'una sola nau rectangular, i fàbrica de carreus, datat al segle xi.